# Maria Ana de Bragança, Grã-duquesa do Luxemburgo
Maria Ana de Bragança (de seu nome completo: Maria Ana do Carmo Henrique Teresa Adelaide Joana Carolina Inês Sofia Eulália Leopoldina Isabel Bernardina Micaela Gabriela Rafaela Francisca de Assis e de Paula Inácia Gonzaga de Bragança; Bronnbach an der Tauber, 13 de julho de 1861 - Nova Iorque, 31 de julho de 1942), foi uma pretendente ao título de Infanta de Portugal por nascimento e, posteriomente, Grã-Duquesa Consorte de Luxemburgo como esposa do Grão-Duque Guilherme IV.

## Biografia

### Família
Maria Ana de Bragança foi a sexta filha do, então, já ex-infante D. Miguel de Portugal e da princesa Adelaide de Löwenstein-Wertheim-Rosenberg. Maria Ana nasceu no Castelo de Bronnbach, na aldeia do mesmo nome no município de Wertheim. Nessa altura a sua família estava no exílio na Alemanha pois, à época do casamento de seu pai, este já havia sido deposto e banido de Portugal, em decorrência das Guerras Liberais e por meio da assinatura da Convenção de Évoramonte. Tinha entre seus familiares grande parte a realeza europeia, sendo seus avós paternos o rei D. João VI de Portugal e D. Carlota Joaquina de Bourbon. Foi sobrinha do imperador D. Pedro I do Brasil, prima-irmã do imperador D. Pedro II do Brasil e da rainha D. Maria II de Portugal.
Seu pai morreu cedo e ela e seus irmãos foram educados pela mãe num ambiente católico e conservador. Seu tio materno, o príncipe Carlos de Löwenstein-Wertheim-Rosenberg, o sexto príncipe de Löwenstein-Wertheim-Rosenberg e o proprietário do referido castelo onde ela nasceu, foi como um segundo pai para eles.

### Casamento

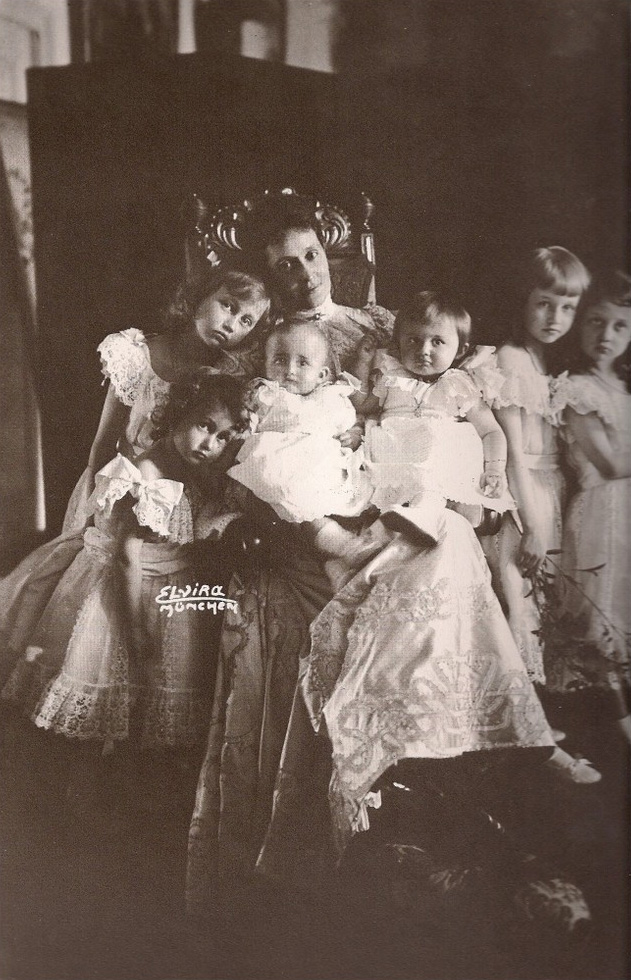
Maria Ana e suas filhas, em 1903

No dia 21 de junho de 1893, no castelo de Fischhorn, em Zell am See, Maria Ana casou-se com Guilherme de Nassau-Weilburg, filho mais velho e herdeiro do grão-duque Adolfo de Luxemburgo e chefe da Casa de Nassau-Weilburg. Concordou-se que os filhos de Guilherme, que era protestante, e de Maria Ana seriam criados como católicos, a religião de Maria Ana e da maioria da população do grão-ducado. O casal teve seis filhas.
Guilherme tornou-se grão-duque de Luxemburgo, como Guilherme IV, com a morte de seu pai, em 17 de novembro de 1905. Maria Ana tornou-se grã-duquesa com a versão francesa de seu nome, Marie Anne. Por ser o último varão da Casa de Nassau-Weilburg, Guilherme declarou suas filhas como suas sucessoras, sendo a primogênita Maria Adelaide confirmada e proclamada herdeira presuntiva em 10 de julho de 1907.
Maria Ana assumiu, por duas ocasiões, a regência do grão-ducado: 
19 de novembro de 1908 - 15 de fevereiro de 1912, durante a doença terminal de seu marido;
25 de fevereiro a 18 de junho de 1912, durante a menoridade da grã-duquesa Maria Adelaide de Luxemburgo.

### Morte
Maria Ana morreu aos oitenta e um anos, em Nova Iorque, Estados Unidos, para onde havia fugido com a família por causa da Segunda Guerra Mundial. Seu corpo está sepultado na Catedral de Notre-Dame de Luxemburgo.

## Títulos e honrarias
21 de junho de 1893 – 17 de novembro de 1905: Sua Alteza Real, a Grã-duquesa Herdeira de Luxemburgo
17 de novembro de 1905 – 25 de fevereiro de 1912: Sua Alteza Real, a Grã-duquesa de Luxemburgo
25 de fevereiro de 1912 – 31 de julho de 1942: Sua Alteza Real, a Grã-duquesa-Viúva de Luxemburgo

## Descendência
| Nome           | Nascimento              | Morte                 | Notas |
| -------------- | ----------------------- | --------------------- | --- |
| Maria Adelaide | 14 de junho de 1894     | 24 de janeiro de 1924 | Primeira grã-duquesa soberana de Luxemburgo. Nunca se casou nem teve filhos. Abdicou em favor de sua irmã Carlota em 14 de junho de 1919. |
| Carlota        | 23 de janeiro de 1896   | 9 de julho de 1985    | Casou-se com seu primo Félix de Bourbon-Parma. Abdicou em favor de seu filho João em 12 de novembro de 1964.                              |
| Hilda          | 15 de fevereiro de 1897 | 8 de setembro de 1979 | casou-se com o príncipe Adolfo de Schwarzenberg (1930), sem descendência.                                                                 |
| Antonieta      | 7 de outubro de 1899    | 31 de julho de 1964   | Casou-se com Ruperto, Príncipe Herdeiro da Baviera (1918), com descendência.                                                              |
| Isabel         | 7 de março de 1901      | 2 de agosto de 1950   | Casou-se com o príncipe Luís Filipe de Thurn und Taxis (1922), com descendência.                                                          |
| Sofia          | 14 de fevereiro de 1902 | 24 de maio de 1941    | Casou-se com o príncipe Ernesto Henrique da Saxônia (1921), com descendência.                                                             |